# きくちから
『きくちから』は、2014年10月19日から2023年3月30日までフジテレビNEXTで月に1回のペースで放送されていた音楽トーク番組である。
フジテレビの音楽番組を数多く手掛けてきた「きくちP」こときくち伸が、毎回歌手・演奏家・作詩家・作曲家などを1、2組ほどゲストに迎え、彼らの本音に迫る1対1の音楽トークを展開。その合間には、ゲストがフジテレビの音楽番組に出演したときの映像などを流す。また、ゲストにその場で生歌を披露してもらったりもする。

## ゲスト
1. さだまさし
2. 三代目 J SOUL BROTHERS from EXILE TRIBE
3. 徳永英明
4. 武部聡志
5. 水樹奈々
6. 華原朋美
7. 工藤静香
8. 小室哲哉
9. 武部聡志（2回目）
10. 和田アキ子
11. 加藤いづみ
12. Dream
13. 玉井詩織（ももいろクローバーZ）
14. 有安杏果（同上）
15. 高城れに（同上）
16. 武部聡志（3回目）
17. 坂崎幸之助（THE ALFEE）
18. 篠原ともえ
19. 佐々木彩夏（ももいろクローバーZ）
20. WaT
21. 百田夏菜子（ももいろクローバーZ）
22. 有安杏果　※視聴者からのお便りに有安杏果ときくちから
23. w-inds.
24. チームしゃちほこ
25. 高見沢俊彦（THE ALFEE）
26. 西川貴教　※『西川貴教のアニメ～ジング！』の企画打合せをきくちから
27. 玉井詩織　※視聴者からのお便りに玉井詩織ときくちから
28. 佐々木彩夏・高城れに　※視聴者からのお便りに佐々木彩夏と高城れにときくちから
29. 廣田あいか（私立恵比寿中学）
30. 高井千帆・ガチンコ3（3B junior）
31. 高橋みなみ
32. コアラモード.
33. 小室哲哉（2回目）・木根尚登
34. w-inds.（2回目）
35. 武部聡志（4回目）
36. 宮本浩次（エレファントカシマシ）
37. 谷村新司
38. 郷ひろみ
39. 栗本柚希・ガチンコ3（3B junior）
40. 坂崎幸之助（THE ALFEE）（2回目）・所ジョージ
41. ダウンタウンももくろバンド
42. さだまさし（2回目）
43. 藤井ユーイチ校長（私立恵比寿中学）　※私立恵比寿中学のマネージャー
44. 廣田あいか（私立恵比寿中学）（2回目）
45. たこやきレインボー
46. 坂崎村長・ダウンタウンももくろバンド
47. AKB紅白
48. Negicco
49. コアラモード.・栗もえか
50. ガチンコ☆
51. GIRLS' FACTORY NEXT
52. 西川貴教（2回目）　※西川貴教とイナズマロックフェスへきくちから
53. 伊藤千由季（チームしゃちほこ）
54. 栗本柚希
55. TEAM SHACHI
56. Chage&坂崎幸之助（THE ALFEE）（3回目） - 坂崎は3回目
57. 中島愛
58. HKT48
59. 今井マサキ
60. 大友康平
61. アメフラっシ
62. 坂崎幸之助（THE ALFEE）・玉井詩織（ももいろクローバーZ）- ※しおこうじ玉井詩織×坂崎幸之助のお台場フォーク村NEXTへきくちから。坂崎は4回目、玉井は2回目
63. 南こうせつ
64. はちみつロケット
65. 坂崎幸之助のお台場フォーク村（前編）
66. 坂崎幸之助のお台場フォーク村（後編）
67. 真心ブラザーズ
68. 清塚信也
69. 石田弘（フジテレビ人事局付嘱託エグゼクティブ・プロデューサー）（前編）
70. 石田弘（同上）（後編）
71. 林青空
72. 杉真理
73. フォーク村　※2020年5月21日、リモートフォーク村へきくちから
74. コアラモード.・小幡康裕　※コアラモード.小幡康裕のガチンコスターダストプラネットへきくちから
75. 篠原ともえ・加藤いづみ - 篠原は2回目、加藤は2回目。
76. あいらもえか
77. 武部聡志（5回目）
78. 武部聡志（続編）
79. 武部聡志（完結編？）
80. なぎら健壱・坂崎幸之助（THE ALFEE） - 坂崎は5回目。
81. 松本隆
82. miwa
83. 武部聡志 - ※武部聡志ときくちから リピートアゲイン
84. 宗本康兵
85. しおこうじフォーク村　※きくちから『しおこうじフォーク村』入門篇
86. ほのさきちぃ
87. 中村貴之（NSP）・平賀和人（NSP）
88. 和田薫
89. 荻野目洋子・カーニヴァル三浦
90. 吉田建
91. スターダストプラネット　※スターダストプラネットへおっさんDときくちから
92. Zepp Tokyo
93. 松本隆（2回目） - ※松本隆へまたきくちから
94. しおこうじフォーク村　※きくちから『しおこうじフォーク村』中級篇
95. スターダストプラネット（2回目）
96. JUJU
97. JUJU
98. ブリーフ&トランクス
99. 平野雄大
100. きくちから100回記念
101. きくちから101回記念
102. 高城れに（ももいろクローバーZ）（2回目）
103. 坂崎幸之助　※坂崎幸之助の「お台場フォーク村」第1夜をきくちから前編
104. 坂崎幸之助　※坂崎幸之助の「お台場フォーク村」第1夜をきくちから後編
105. ももいろフォーク村 100回記念前篇
106. ももいろフォーク村 100回記念後篇
107. 坂崎幸之助　※幸ちゃんと丸山さんとD-45へきくちから <最終回>

## スタッフ
- 雑談構成：きくちP
- プロデューサー・ディレクター：福井倫子
- 技術協力：fmt、IMAGICA Lab.
- 美術協力：フジアール
- 制作協力：クリーク・アンド・リバー社
- 制作：フジテレビ総合開発局メディア開発センターペイTV事業部／フジテレビNEXT音組
- 制作著作：フジテレビ